# آنیانگچون
آنیانگچون (به لاتین: Anyangcheon) یک رود در کره جنوبی است.